# هلمر یوگی
هلمر یوگی (استونیایی: Helmer Jõgi؛ زادهٔ ۲ ژانویهٔ ۱۹۵۲) سیاستمدار و نماینده سابق مجلس اهل استونی است.